# Sjarhej Palicevič
Sjarhej Eduardovič Palicevič (in bielorusso Сяргей Эдуардавіч Паліцевіч?; traslitterazione anglosassone: Syarhey Palitsevich; Lida, 9 aprile 1990) è un calciatore bielorusso, difensore del Tarpeda-BelAZ e della nazionale bielorussa.

## Caratteristiche tecniche
È un difensore centrale.

## Carriera

### Nazionale
Ha giocato nelle nazionali giovanili bielorusse Under-17 ed Under-19.
Ha partecipato agli Europei Under-21 del 2011 (chiusi dalla sua nazionale al terzo posto) ed ai Giochi Olimpici del 2012.

## Palmarès

### Club

#### Competizioni nazionali
- Campionato bielorusso: 3

Šachcër Salihorsk: 2020
Dinamo Minsk: 2023, 2024